# وسلی کلیر میچل
وزلی کلیر میچل (انگلیسی: Wesley Clair Mitchell؛ ۵ اوت ۱۸۷۴–۲۹ اکتبر ۱۹۴۸) یک اقتصاددان آمریکایی بود که به خاطر کارهای تجربی خود در مورد چرخه کسب و کار و راهنمایی دفتر ملی پژوهش اقتصادی شهرت داشت.
از میچل به عنوان «دانشجوی ستاره» تورستین وبلن یاد می‌شد.
پل ساموئلسون میچل را (به همراه هری گانیسون براون، آلین ابوت یانگ، هنری لودول مور، فرانک نایت، جیکوب وینر و هنری شولتز) به عنوان یکی از چندین «قدیس آمریکایی در اقتصاد» که بعد از سال ۱۸۶۰ متولد شده‌اند نام برد.

## زندگی‌نامه
میچل در راشویل، ایلینوی متولد شد، وی فرزند دوم و بزرگترین پسر یک پزشک ارتش جنگ داخلی بودکه کشاورز شد. میچل در یک خانواده با هفت فرزند و یک پدر معلول مسئولیت زیادی به عهده اش بود. علی‌رغم این چالش‌ها، وزلی کلیر با اشتیاق به مشاغل تجاری برای ادامه تحصیل به دانشگاه شیکاگو رفت و در سال ۱۸۹۹ به درجه دکترا نایل شد.
میچل به عنوان یک محقق و معلم دوره‌های زیر را گذراند: مدرس اقتصاد در شیکاگو (۱۹۰۳–۱۹۹۹)، استادیار (۰۸/۰ ۱۹۰۳) و استاد اقتصاد (۱۹۱۲–۱۹۰۹) اقتصاد در دانشگاه کالیفرنیا، برکلی، مدرس مدعو در دانشگاه هاروارد (۰۹–۱۹۰۸)، مدرس (۱۹۱۳) و استاد تمام(۴۴–۱۹۱۴) در دانشگاه کلمبیا. او در سال ۱۹۱۶ به عنوان همکار علمی انجمن آماری آمریکا انتخاب شد.
وی یکی از بنیانگذاران نیو اسکول، جایی که در سال‌های ۱۹۱۹ و ۱۹۲۲ در آنجا تدریس می‌کرد و دفتر ملی پژوهش اقتصادی (۱۹۲۰)، که تا سال ۱۹۴۵ مدیر تحقیقات آن بود.
میجل در طول جنگ جهانی اول در بسیاری از کمیته‌های دولتی خدمت می‌کرد وی رئیس کمیته ترندهای اجتماعی رئیس‌جمهور بود (۱۹۲۹–۳۳). در سالهای ۱۹۲۳–۴ او رئیس انجمن اقتصادی آمریکا بود. میچل و جان ویتریج ویلیامز به نمایندگی از ایالات متحده در کنفرانس جمعیت جهانی که در سال ۱۹۲۷ در ژنو، سوئیس برگزار شد، حضور داشتند.
دفتر ملی نهادی بود که میچل در آن بیشترین نفوذ را داشت. از همکاران مهم وی می‌توان به آرتور اف برنز و سیمون کوزنتس اشاره کرد. کوزنتس در زندگی‌نامه خود «بدهی بزرگ فکری خود به میچل» را تصدیق می‌کند.
میچل با لوسی اسپراگ میچل، مربی و بنیانگذار کالج آموزش bank street ازدواج کرده بود. وی در تأسیس مدرسه به همسرش کمک کرد.

## کار

### دانشگاه شیکاگو
استادان دانشگاه شیکاگو میچل شامل اقتصاددانان تورستن وبلن و جیمز لورنس لاولین و فیلسوف جان دیویی بودند. گرچه وبلن و دیویی کارهای بیشتری برای شکل‌دادن به دیدگاه و افکار میچل انجام دادند، لاگلین بر پایان‌نامه او نظارت کرد. لاگلین مخالف سرسخت نظریه مقداری پول بود مشکلی که آمریکا در دهه1890s با آن مواجه بود انتخاب بین استانداردهای پولی جایگزین بود: پول بی پشتوانه، استاندارد طلا و استاندارذ دو فلزی طلا/نقره.
پایان‌نامه میچل، با عنوان «تاریخچه سبز»، پیامدهای رژیم پول بی پشتوانه ایجاد شده توسط اتحادیه در جنگ داخلی را در نظر گرفت.

### چرخه کسب و کار، ۱۹۱۳
پروژه بعدی میچل، که تا پایان عمر او را به خود مشغول می‌کرد، مطالعه و اندازه‌گیری چرخه کسب و کار بود، که بعداً به عنوان یک مشکل بزرگ در اقتصاد ظاهر شد. بزرگترین شاهکار او، "چرخه کسب و کار " در سال ۱۹۱۳ پدید آمد
این کتاب توصیفی تحلیلی دارد که شامل فصول رونق تجارت، بحران افسردگی و احیای مجدد در دنیای مدرن است. مطالب مورد استفاده عمدتاً شامل گزارشات بازار و آمار مربوط به چرخه‌های تجاری از سال ۱۸۹۰ به یعد در کشورهای ایالات متحده، انگلیس، آلمان و فرانسه است.
بنابراین استراتژی تحقیق میچل کاملاً متفاوت از استراتژی تحقیق هنری لودول مور یا ایروینگ فیشر بود که از یک فرضیه آغاز می‌کنند و به دنبال شواهدی برای اثبات آن می‌روند. در حالی که مور از روش‌های آماری همبستگی و وابستگی و تحلیل رگرسیون استفاده می‌کرد، میچل کاربرد کمی برای آنها پیدا می‌کرد.

### اندازه‌گیری چرخه‌های تجاری
میچل سی سال بعد در حالی که هنوز روی چرخه‌های تجاری کار می‌کرد اثر بزرگ دیگری را با آرتور اف برنز به نام اندازه‌گیری چرخه‌های تجاری منتشر کرد این کتاب روشهای دفتر ملی پژوهش اقتصادی" را برای تجزیه و تحلیل چرخه‌های تجاری را مشخص و بررسی می‌کرد
در حالی که میچل هنوز دستورالعمل ۱۹۱۳ را دنبال می‌کرد، سایر اقتصاددانان به مطالعه اقتصاد با استفاده از مدل‌های جدید و حتی ساخت مدل‌های اقتصادسنجی کلان روی آوردند. در برابر این اقتصاد کینزی و روشهای جدید اقتصادسنجی ، میچل و پروژه او قدیمی به نظر می‌رسید.
میلتون فریدمن میچل را عموماً یک دانشمند تجربی در نظر گرفت تا یک نظریه‌پرداز با این حال، کارهای اصلی میچل به تلاش‌های تجربی وی در مورد چرخه‌های تجاری انجامید. میچل به عنوان یک اقتصاددان نهادگرایی آمریکایی طبقه‌بندی می‌شد

## کتابشناسی
- تاریخچه Greenbacks ، انتشارات دانشگاه شیکاگو، ۱۹۰۳.شابک ‎۹۷۸−۰−۵۴۸−۱۵۰۵۶−۶[۴]
- قیمت و دستمزد طلا تحت استاندارد گرین بک ، انتشارات دانشگاه کالیفرنیا، ۱۹۰۸.شابک ‎۹۷۸−۰−۶۷۸−۰۰۲۰۰−۱شابک 978-0-678-00200-1
- چرخه‌های تجاری ، انتشارات دانشگاه کالیفرنیا، ۱۹۱۳.شابک ‎۹۷۸−۰−۸۳۳۷−۲۴۰۷−۶شابک 978-0-8337-2407-6[۵]
- Mitchell, Wesley C. (November 1914). "Human Behavior and Economics: A Survey of Recent Literature". The Quarterly Journal of Economics. 29 (1): 1–47. doi:10.2307/1885296. JSTOR 1885296.
- ساخت و استفاده از شماره‌های شاخص، بولتن دفتر آمار کار ایالات متحده ، ۱۹۱۵.شابک ‎۹۷۸−۰−۶۷۸−۰۰۰۹۸−۴شابک 978-0-678-00098-4
- چرخه‌های تجاری: مشکل و موقعیت آن ، نیویورک: دفتر ملی تحقیقات اقتصادی، ۱۹۲۷.شابک ‎۹۷۸−۰−۴۰۵−۰۷۶۰۸−۴شابک 978-0-405-07608-4
- هنر عقب مانده هزینه کردن پول: و سایر مقالات ، نیویورک: مک گرا-هیل، ۱۹۳۷.شابک ‎۹۷۸−۰−۷۶۵۸−۰۶۱۱−۶شابک 978-0-7658-0611-6
- اندازه‌گیری چرخه‌های تجاری (با AF Burns)، نیویورک: دفتر ملی تحقیقات اقتصادی، ۱۹۴۶.شابک ‎۹۷۸−۰−۸۷۰۱۴−۰۸۵−۳شابک 978-0-87014-085-3
- آنچه در طول چرخه‌های تجاری اتفاق می‌افتد ، نیویورک: دفتر ملی تحقیقات اقتصادی، ۱۹۵۱.شابک ‎۹۷۸−۰−۸۷۰۱۴−۰۸۸−۴شابک 978-0-87014-088-4
- انواع نظریه اقتصادی از مرکانتالیسم تا نهادگرایی ، چاپ. جوزف دورفمن، ۲ جلد نیویورک: آگوستوس ام. کلی، ۱۹۶۷ (بازسازی شده از یادداشت‌های سخنرانی میچل).شابک ‎۹۷۸−۰−۶۷۸−۰۰۲۳۴−۶شابک 978-0-678-00234-6